# Christianisme oriental
Ne doit pas être confondu avec Chrétiens d'Orient ou Christianisme orthodoxe.
Le christianisme oriental regroupe plusieurs branches du christianisme et différentes confessions : les Églises antéchalcédoniennes (telles que les églises des trois conciles et les églises de l'Orient), l'Église orthodoxe et les Églises catholiques orientales.

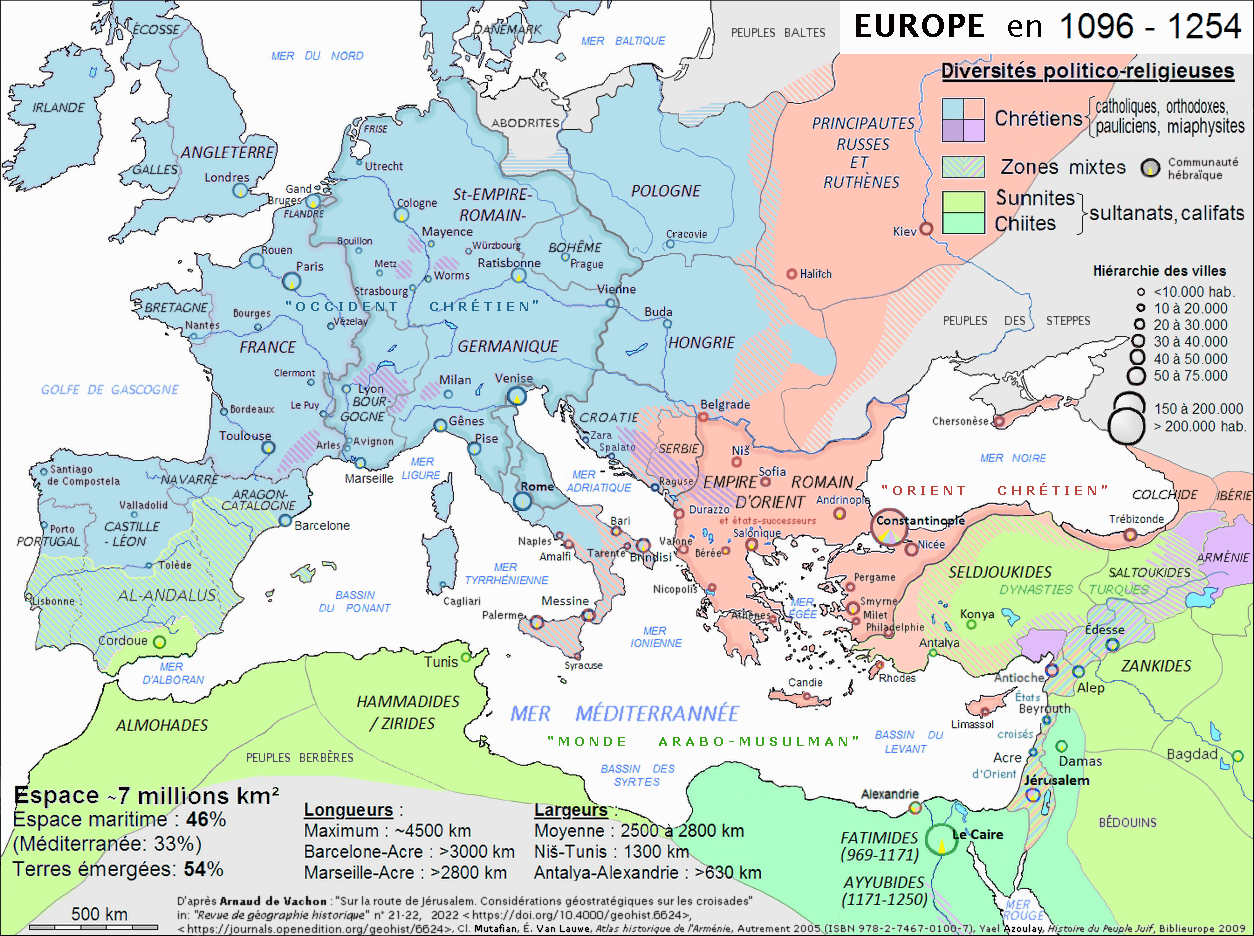
L'« Orient chrétien » (en rose et violet pâle) aux.

Les historiens emploient cette expression pour désigner la chrétienté de l'Europe orientale après la séparation des Églises d'Orient et d'Occident (schisme de 1054), par opposition au « christianisme occidental ». Cette rupture, qui a vu se définir un Occident « latin » et un Orient « byzantin », a eu des répercussions à la fois politiques, théologiques et culturelles.
L'Église orthodoxe, avec ses quelque 280 millions de fidèles au début du XXIe siècle, forme une communauté largement majoritaire parmi les communautés issues de ce christianisme oriental.
Les « chrétiens d'Orient », quant à eux, sont des chrétiens de diverses confessions (antéchalcédoniens, orthodoxes, catholiques, protestants) qui vivent au Proche et au Moyen-Orient. Ils représentent une petite minorité de 10 à 11 millions de personnes.

## Origines
Les Églises chrétiennes d'Orient, ou, Églises orientales, sont les communautés chrétiennes qui se sont formées et organisées au cours des siècles dans la partie orientale de l'Empire romain. Les villes de Jérusalem, d'Antioche et d'Alexandrie jouent le rôle de capitales ecclésiastiques.

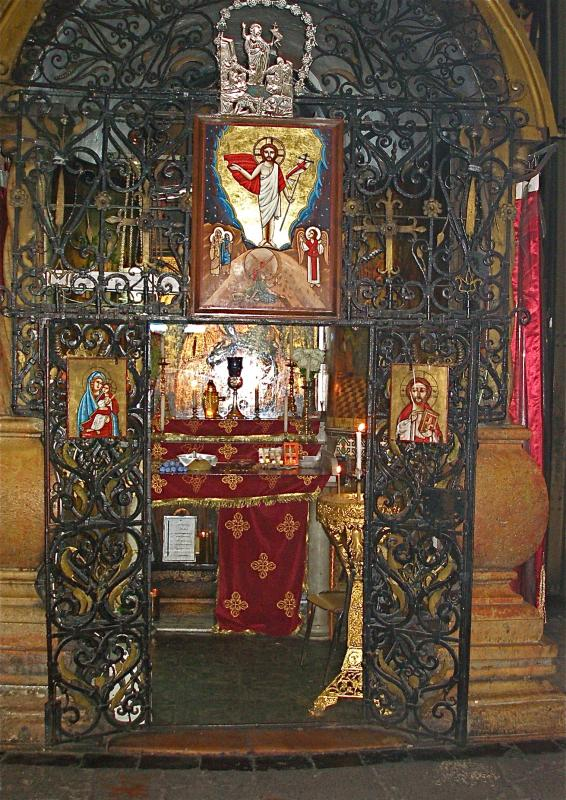
Chapelle copte du Saint-Sépulcre, à Jérusalem.

En 330, l'empereur Constantin Ier transfère la capitale de l'empire de Rome à Constantinople (rebaptisée Nea Roma, « Nouvelle Rome »), qui devient un grand foyer intellectuel. À Rome, première capitale impériale, l'évêque de la capitale impériale (qui fait remonter la fondation de son Église à l'apôtre Pierre) a rang de patriarche, avec les titres (initialement purement honorifiques) de « pontife » et de « premier parmi ses pairs » (en latin Primum inter pares). Le premier concile de Constantinople en 381 place le siège de Constantinople au second rang, juste après celui de Rome.
On aboutit alors à la Pentarchie : les cinq centres historiques de Rome, Constantinople, Alexandrie, Antioche et Jérusalem (dans leur ordre de préséance et de primauté). En dehors de l'Empire romain, les chrétiens sont libres de s'organiser en Églises indépendantes.
Le monde chrétien connaît ensuite plusieurs controverses christologiques, ainsi que des bouleversements idéologiques et politiques.

## Présentation

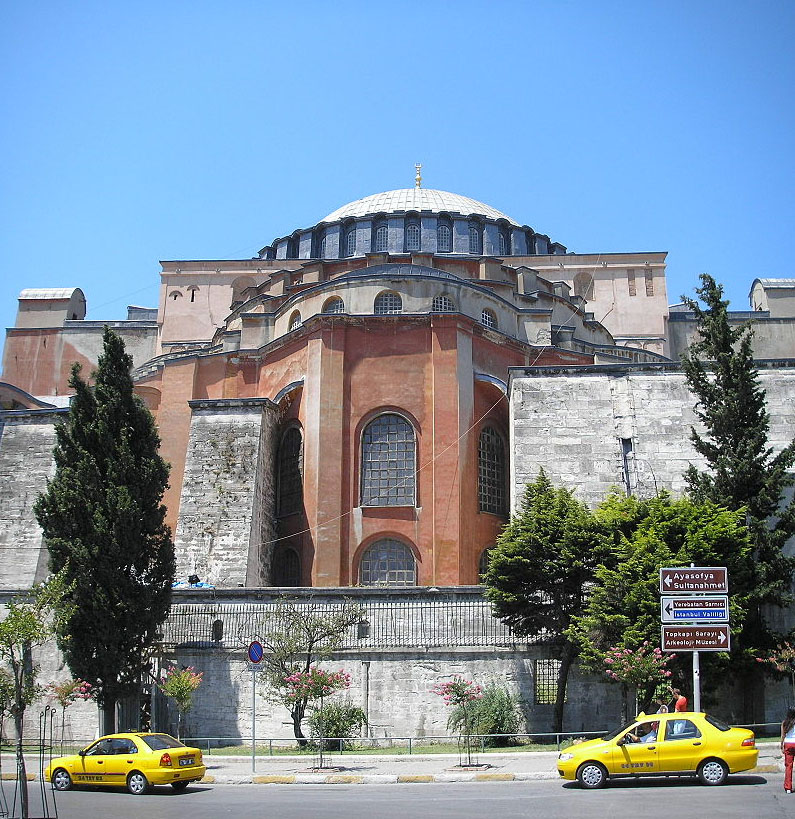
Basilique Sainte-Sophie de Constantinople.

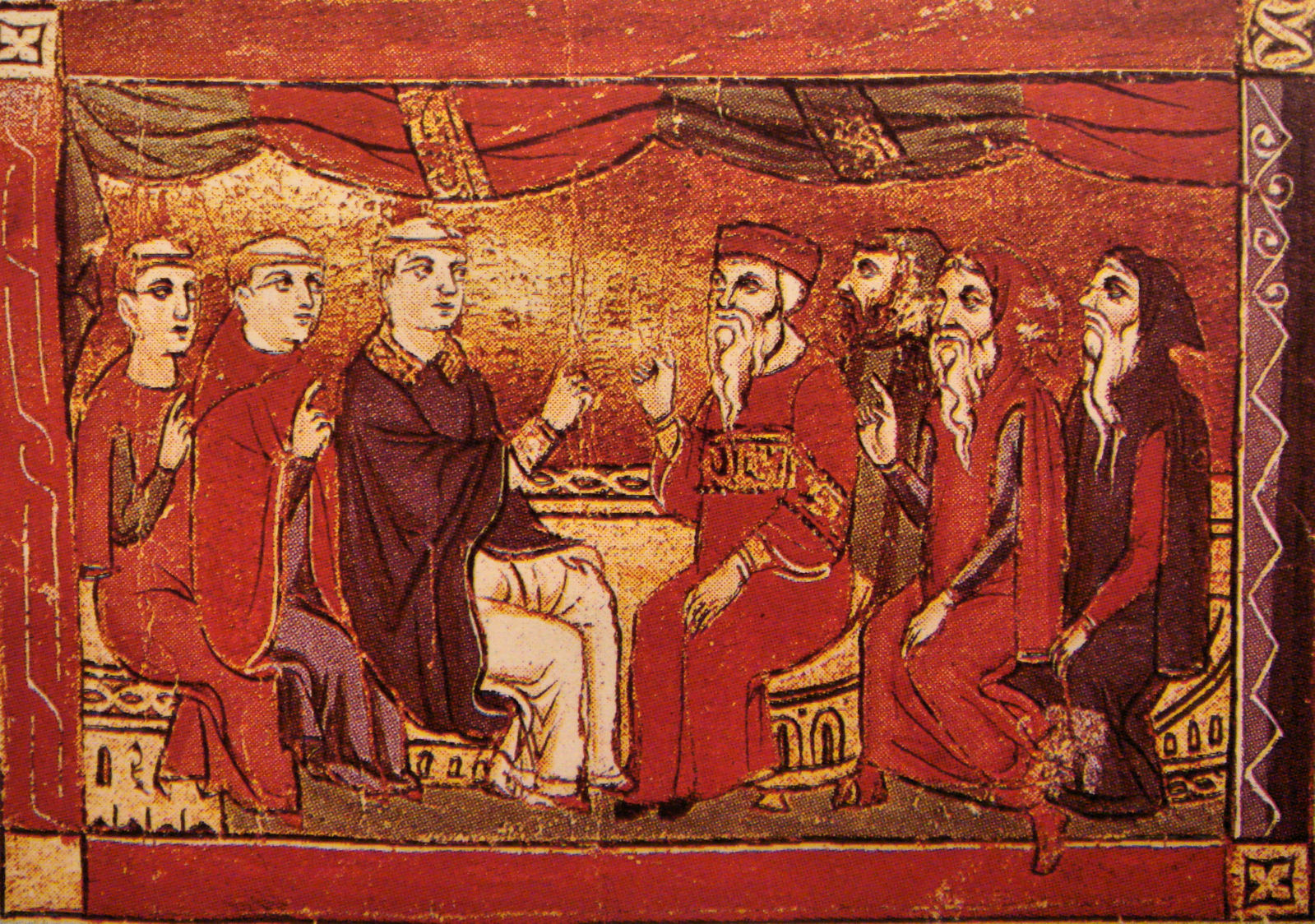
Débat entre catholiques latins et chrétiens orientaux, 1290.

Les différends théologiques apparus lors des conciles d'Éphèse en 431 (proclamation de Marie en tant que Théotokos, « mère de Dieu ») et de Chalcédoine en 451 (proclamation de la double nature du Christ, vrai Dieu et vrai Homme) ont conduit à la naissance de plusieurs traditions au sein du christianisme.
À partir du Ve siècle, les Églises orientales se subdivisent en deux groupes : les Églises antéchalcédoniennes (ou non chalcédoniennes, ou encore orientales anciennes) et les Églises chalcédoniennes,.

### Églises antéchalcédoniennes (ou orthodoxes orientales)
Les Églises antéchalcédoniennes, ou « non chalcédoniennes », ou encore « orthodoxes orientales » se répartissent en deux communautés : les Églises dites « nestoriennes » et les Églises dites « monophysites »,. La dénomination la plus courante de ces deux ensembles est devenue, respectivement, celle d'Églises des deux conciles et d'Églises des trois conciles.

#### Églises des deux conciles
La communauté des Églises des deux conciles n'a accepté que les deux premiers conciles œcuméniques de la « Grande Église », d'où son appellation « des deux conciles ». Parfois nommée « nestorienne » (ou Église apostolique d'Orient), elle se développe à partir du Ve siècle au sein de l'Empire perse puis du califat de Bagdad. Elle a adopté le symbole de Nicée-Constantinople et récuse les décisions ultérieures, dont le titre de Théotokos pour désigner la Vierge Marie.
Les Églises des deux conciles comprennent :
- Église apostolique assyrienne de l'Orient,
- Église malabare orthodoxe,
- Ancienne Église de l'Orient.

Elles comptent en tout environ 250 000 baptisés.
Certains de ces fidèles forment aujourd'hui une partie des 11 millions de chrétiens d'Orient.

#### Églises des trois conciles
Les Églises des trois conciles (anciennement « orthodoxes orientales », Oriental Orthodox en anglais) ont accepté le troisième concile œcuménique (celui d'Éphèse, en 431), d'où leur appellation « des trois conciles », et refusé le quatrième (celui de Chalcédoine, en 451, qui condamne le monophysisme). Parfois nommées « monophysites », elles comprennent :
- Église copte orthodoxe (Église orthodoxe britannique), Église orthodoxe éthiopienne, Église érythréenne orthodoxe
- Église syriaque orthodoxe (Église syro-malankare orthodoxe), Église malankare orthodoxe, Église malabare indépendante
- Église apostolique arménienne (Catholicossat de tous les Arméniens, Catholicossat arménien de Cilicie).

Elles comptent en tout environ 60 millions de baptisés.
Certains de ces fidèles forment aujourd'hui une partie des chrétiens d'Orient, qui sont environ 11 millions en totalité.

#### L'ensemble antéchalcédonien
Les Églises des deux et des trois conciles récusent la christologie du concile de Chalcédoine (451), (qui condamne le monophysisme et affirme l'existence de deux natures, divine et humaine, en la personne unique de Jésus-Christ), ce qui leur vaut l'appellation d'« antéchalcédoniennes ».
Elles ne font pas partie de l'Église orthodoxe proprement dite mais sont en dialogue avec elle. Odon Vallet souligne qu'elles « ont affirmé de nettes différences dogmatiques et ne sont donc pas orthodoxes ».
L'ensemble des Églises antéchalcédoniennes compte un peu plus de 60 millions de fidèles.

### Église orthodoxe (ou orthodoxe chalcédonienne)

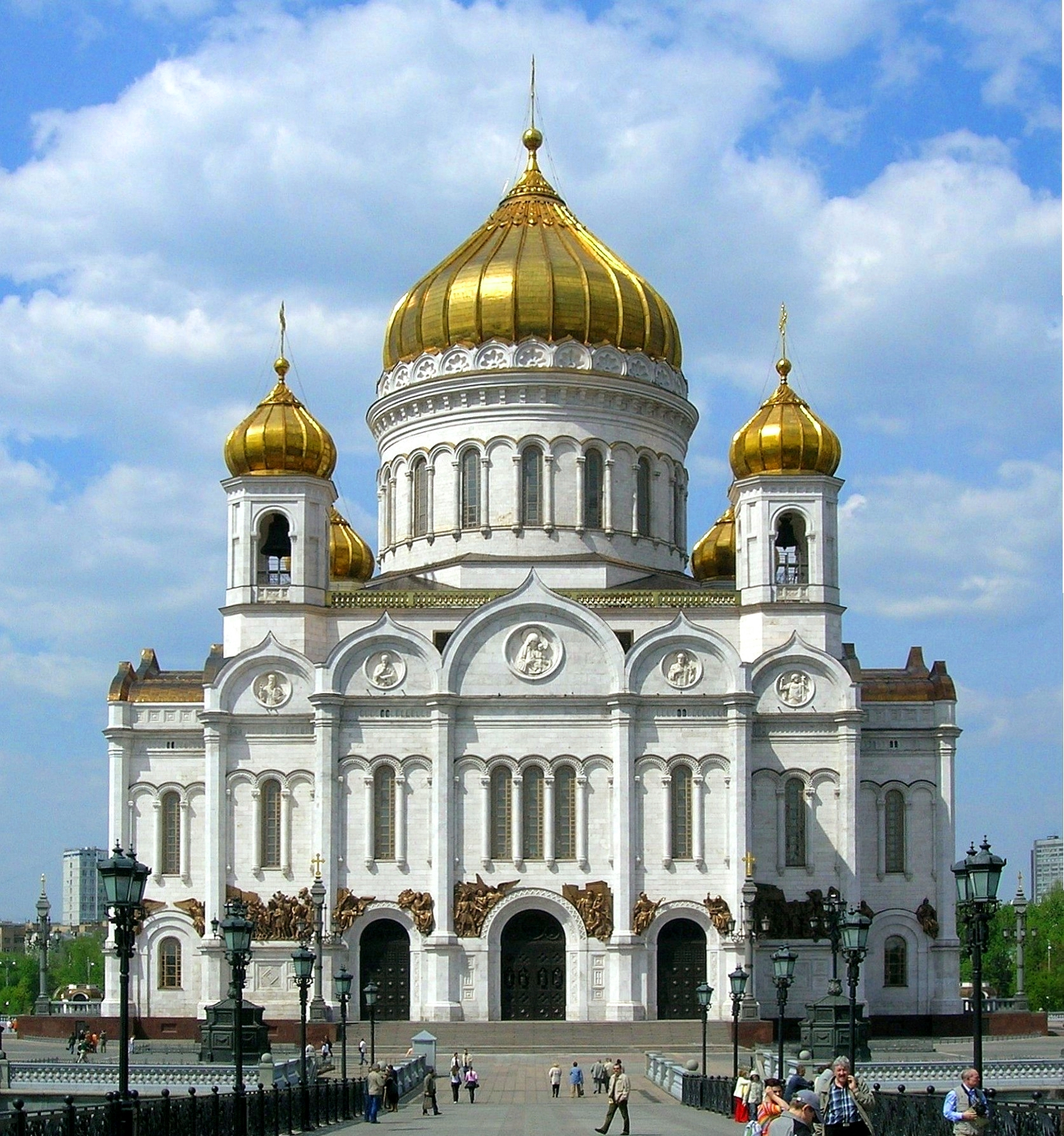
Cathédrale du Christ-Sauveur (Moscou), reconstruite dans les années 1990.

L'Église orthodoxe, ou « orthodoxe chalcédonienne » (Eastern Orthodox en anglais), c'est-à-dire la communion des Églises des sept conciles, se qualifie elle-même d'« Église orthodoxe ». Elle représente l'une des trois confessions majeures du christianisme, avec le catholicisme et le protestantisme, et réunit 12% des 2,4 milliards de chrétiens. Selon l'Atlas du christianisme mondial, la population orthodoxe compte près de 275 millions de fidèles en 2010. La majorité d'entre eux (177 millions) vit en Europe de l'Est, dont plus de 110 millions en Russie. Ces chiffres augmentent ensuite jusqu'à un total de 283,1 millions.
L'Église orthodoxe (ou ensemble des Églises « byzantino-slaves »), se divise en :
- Églises autocéphales : Constantinople, Alexandrie, Antioche, Jérusalem, Russie, Géorgie, Serbie, Roumanie, Bulgarie, Chypre, Grèce, Albanie, Pologne, Tchéquie-Slovaquie, Amérique* ;
- Églises autonomes (l'astérisque signifie que l'autocéphalie ou l'autonomie n'est pas universellement reconnue) : Sinaï, Finlande, Estonie (Patriarcat œcuménique)*, Estonie (Patriarcat de Moscou)*, Ukraine (Patriarcat de Moscou)*, Moldavie (Patriarcat de Moscou), Lettonie (Patriarcat de Moscou), Biélorussie (Patriarcat de Moscou)*, Bessarabie*, Ohrid*, Japon*, Chine*, Église orthodoxe russe hors frontières ;
- Églises indépendantes non canoniques : Ukraine (Patriarcat de Kiev), Macédoine, Monténégro, Biélorussie (Église autocéphale), Église orthodoxe vieille-ritualiste russe.

### Églises catholiques orientales

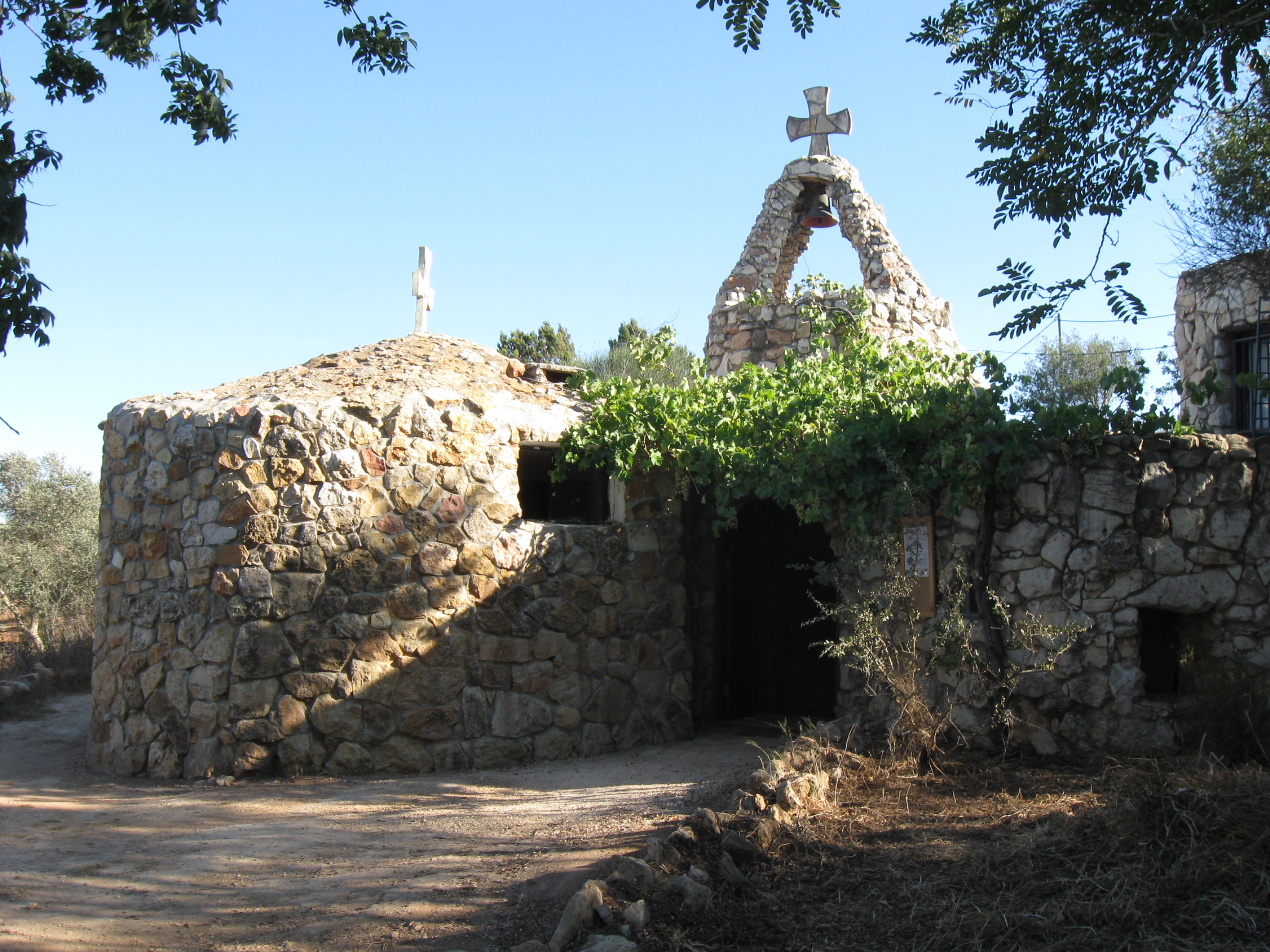
Laure melkite de Netofa (Israël).

Les Églises catholiques orientales (improprement nommées « uniates ») font pleinement partie de l'Église catholique (Église des 21 conciles). Elles sont « romaines » mais de rite non latin.
- tradition alexandrine / abyssinienne : Église catholique copte, Église catholique éthiopienne, Église catholique érythréenne ;
- tradition syriaque : Église catholique syriaque (Proche-Orient), Église maronite (Liban), Église catholique chaldéenne (Irak), Église catholique syro-malabare (Kerala, Inde), Église catholique syro-malankare (Kerala, Inde) ;
- tradition arménienne : Église catholique arménienne ;
- tradition byzantine : Église grecque-catholique melchite, Église grecque-catholique ukrainienne, Église grecque-catholique roumaine, Église grecque-catholique ruthène, Église catholique byzantine, Église grecque-catholique slovaque, Église grecque-catholique tchèque, Église grecque-catholique hongroise, Église grecque-catholique bulgare, Église grecque-catholique croate et serbe, Église grecque-catholique serbo-monténégrine, Église grecque-catholique macédonienne, Église grecque-catholique russe, Église grecque-catholique biélorusse, Église grecque-catholique albanaise, Église grecque-catholique italo-albanaise, Église grecque-catholique hellène, Communauté grecque-catholique géorgienne.

Selon l'Annuaire pontifical, les Églises catholiques orientales comptent 18 millions de fidèles, soit 1,5% des catholiques, qui sont plus de 1,2 milliard en tout.
Certains de ces fidèles forment aujourd'hui une partie des chrétiens d'Orient, qui sont environ 11 millions en totalité.

## Chronologie
- 301 (ou 314) : conversion de l'Arménie au christianisme. Ce pays devient le premier État officiellement chrétien, avant même l'Empire romain.
- Vers 335 le moine Cosmas Indicopleustès trouve des communautés chrétiennes en Inde méridionale et à Ceylan[13].
- 424 : les Églises de Mésopotamie et de Perse se proclament indépendantes, pour ne plus être soupçonnées de soutenir l'Empire romain ; ainsi est née l'Église de l'Orient.
- 431 : les thèses nestoriennes sont considérées comme hérétiques au concile d'Éphèse. Les nestoriens affirment que deux personnes différentes coexistent en Jésus-Christ : l'une divine et parfaite, l'autre humaine et faillible.
- 451 : le concile de Chalcédoine proclame l'unique personne du Christ en deux natures, divine et humaine. Ce dogme, accepté par la majorité des Églises tant en Occident qu'en Orient (de la Grèce au Caucase), est rejeté par certaines Églises d'Orient, celles dites « des trois conciles », et appelées à tort « monophysites ».
- 484 : l'Église de l'Orient adopte le nestorianisme comme doctrine officielle.
- VIIe - VIIIe siècles : trois des centres du christianisme oriental (Alexandrie, Antioche et Jérusalem) tombent aux mains des musulmans : la vie chrétienne y continue, avec le statut de dhimmis (« protégés »), mais seules Constantinople et Rome gardent leur liberté politique.
- 687 : l'Église maronite rompt avec Constantinople.
- IXe siècle : évangélisation des peuples slaves. Les Slaves occidentaux (au sens géographique, non linguistique : Polonais, Tchèques, Slovaques, Slovènes, Croates) se rattachent à Rome, les Slaves orientaux (Serbes, Bulgares et Rus' de Kiev) à Constantinople.
- 1054 : lors du schisme de 1054, Constantinople et Rome s'excommunient mutuellement. Les Églises restées en « communion des sept conciles » (dont Constantinople est le principal centre) constituent l'« Église orthodoxe », tandis que l'Église de Rome, appelée « Église catholique », aura encore 14 conciles.
- 1182 : l'Église maronite entre en communion avec Rome lors des croisades : c'est la plus ancienne des « Églises catholiques orientales ».
- 1439-1445 : au concile de Florence, l'Église catholique décide d'accorder la liberté liturgique aux Églises d'Orient en échange de leur reconnaissance de l'autorité du pape et des dogmes catholiques.
- 1551 : Rome fait reconnaître son autorité à certains fidèles de l'Église de l'Orient, d'où l'Église catholique chaldéenne.
- 1589 : création du patriarcat de Moscou qui se proclame « troisième Rome » (la seconde étant Constantinople) et nouveau centre de l'orthodoxie. Désormais, la moitié des chrétiens orthodoxes vivent sous domination musulmane (essentiellement turque ottomane) : seuls y échappent les habitants des trois principautés roumanophones (vassales, elles aussi, des turcs, mais autonomes) de Transylvanie, Moldavie, Valachie, et ceux de la Russie. Dès lors, la Russie se pose en championne et protectrice de tous les orthodoxes.
- 1596 : par l'union de Brest, une partie des orthodoxes ukrainiens s'unit à Rome, tout en conservant le rite byzantin. Ils forment la troisième Église catholique orientale.
- 1697 : par l'union d'Alba Iulia, une partie des orthodoxes roumains s'unit à Rome, tout en conservant le rite byzantin. Ils forment la quatrième Église catholique orientale.
- XVIIe siècle : grâce aux efforts des maronites, l'autorité de Rome est reconnue par une partie de l'Église orthodoxe d'Antioche (chalcédonienne), de l'Église syro-jacobite (monophysite) et du catholicossat arménien de Cilicie (miaphysite). Ainsi se créent les Églises grecque-catholique melkite, catholique syriaque et catholique arménienne, ce qui porte le nombre des Églises catholiques orientales à 7.
- XIXe siècle : la pression de la Russie et l'affaiblissement de l'Empire turc aboutissent à la libération progressive des chrétiens orientaux du Caucase et des Balkans ; ceux d'Anatolie, en revanche (Grecs et Arméniens pour l'essentiel), restent sous domination turque, et sont expulsés de Turquie au début du XXe siècle en application du traité de Lausanne.
- XXe siècle et XXIe siècle : l'augmentation de la tension internationale, à la suite de l'opposition Israéliens/Palestiniens et, par le jeu des alliances et des solidarités, Occidentaux chrétiens/monde musulman, aboutit au Proche et Moyen-Orient à une diminution de la tolérance des majorités musulmanes envers les minorités chrétiennes en Égypte, Syrie, Irak, Iran et Azerbaïdjan, d'où une émigration continue des chrétiens, surtout les catholiques melkites, syriaques et arméniens, liés à Rome et donc souvent considérés comme des agents d'influence de l'Occident[14],[15],[16].

## Évolution auXXIesiècle

### Europe orientale

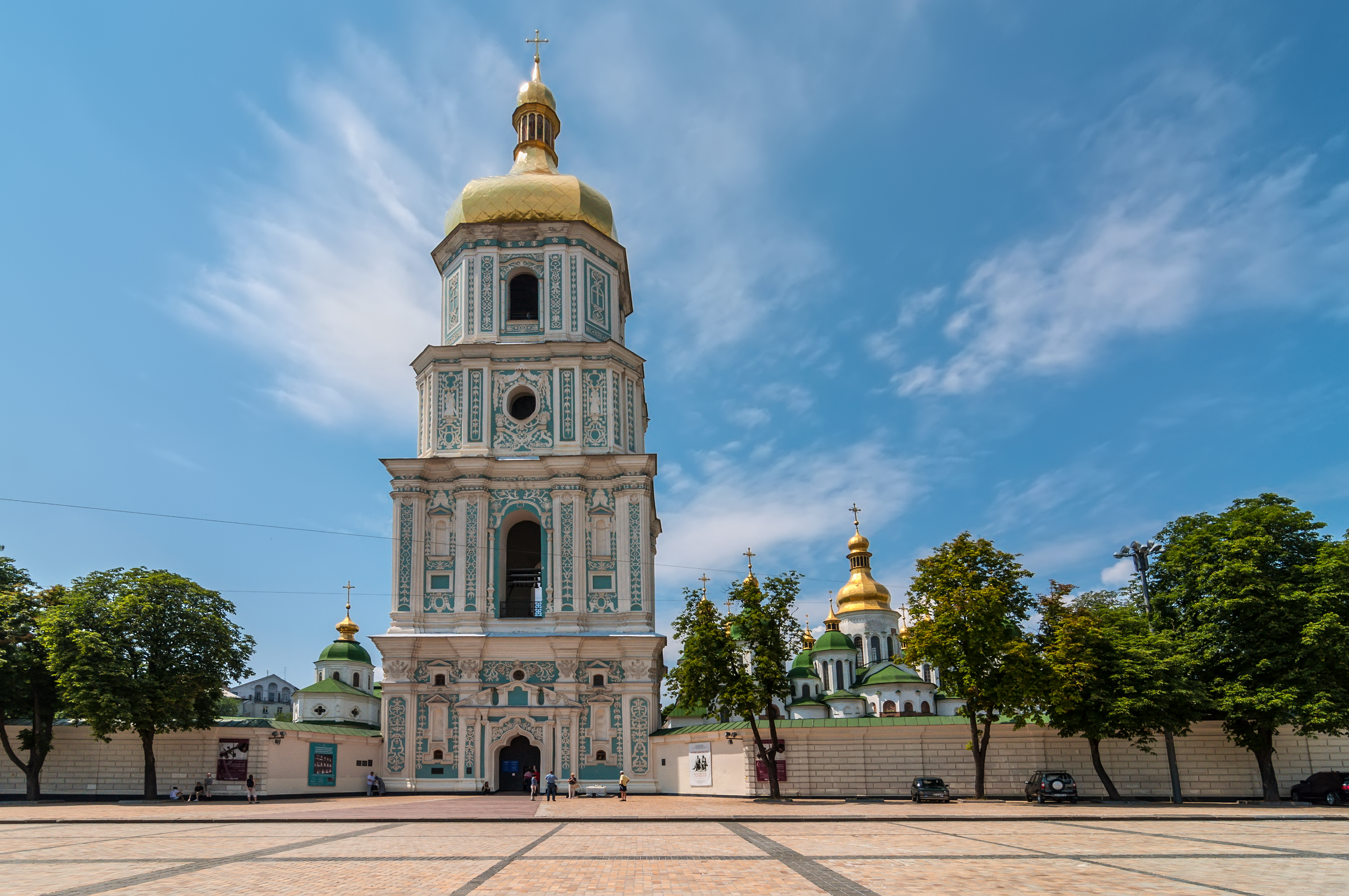
Cathédrale Sainte-Sophie de Kiev.

La fin de l'Union soviétique et de la domination russo-soviétique en Europe centrale et orientale a permis une nouvelle liberté religieuse et un renouveau des Églises orthodoxes et catholiques orientales dans cette région. Cela ne va pas sans situations conflictuelles.
La situation est particulièrement complexe en Ukraine et en Roumanie avec la restauration des églises grecque-catholique ukrainienne et grecque-catholique roumaine (qui avaient été liquidées en 1946 au bénéfice respectivement des églises orthodoxe russe et orthodoxe roumaine) et avec la création de plusieurs Églises orthodoxes nouvelles, ne voulant plus être inféodées aux hiérarchies en place à l'époque communiste. La tension tient aussi aux conflits à propos de la restitution de lieux de culte anciennement « Uniates », que les églises orthodoxes ont reçu du pouvoir communiste et qu'elles entendent conserver. L'Église orthodoxe russe, pour qui l'Ukraine fait partie de son territoire canonique traditionnel et qui se considère comme étant la seule héritière légitime de l'ancienne Rus' kievienne, suit cette évolution avec intérêt et préoccupation. Des évolutions similaires peuvent être observées en Biélorussie (où la liberté religieuse est très relative), en Moldavie et chez les Russes des pays baltes.
La Russie elle-même connaît de nombreux débats et situations conflictuelles (rôle et positionnement de l'Église orthodoxe officielle et de ses dirigeants pendant la période soviétique, rapports avec l'Église orthodoxe russe hors frontières, développement de l'Église grecque-catholique russe, la sortie de la clandestinité de l'« Église des catacombes », l'encadrement de la diaspora russe en Occident…).

### Proche et Moyen-Orient
La tendance des dernières décennies est celle d'une émigration des chrétiens des pays du Proche- et du Moyen-Orient vers l'Europe occidentale, l'Amérique du Nord et l'Australie. Aujourd'hui, certaines Églises orientales peuvent pratiquement être considérées comme des « Églises en diaspora », à l'exemple de l'Église apostolique assyrienne de l'Orient dont le primat et la majorité des fidèles sont aujourd'hui installés en Occident. Ces départs de zones traditionnellement chrétiennes peuvent avoir différentes causes, économiques, politiques ou religieuses.
Les communautés une fois installées en Occident peuvent connaître des évolutions diverses : de l'assimilation et la perte de l'identité culturelle et religieuse, à la réaffirmation et au renouveau de cette identité.